# Pagaran Tapah
Pagaran Tapah is een bestuurslaag in het regentschap Rokan Hulu van de provincie Riau, Indonesië. Pagaran Tapah telt 5898 inwoners (volkstelling 2010).